# Монтероссо-Альмо
Монтеро́ссо-А́льмо (итал. Monterosso Almo, сиц. Muntirrussu) — коммуна в провинции Рагуза, в области Сицилия в Италии. Площадь — 56,3 км². Население — 3 032 человека (2015). Почтовый индекс — 97010. Телефонный код — 0932. Входит в список Ассоциации самых красивых малых городов Италии. Мэр коммуны — Паоло Бушема (с 2012). Покровителем коммуны почитается святой Иоанн Креститель, в честь которого отмечается праздник в первое воскресенье сентября.

## География
Коммуна находится на северо-востоке провинции Рагуза в двадцати восьми километрах от столицы провинции — города Рагуза. Граничит с коммунами Джарратана, Рагуза и Кьярамонте-Гульфи в провинции Рагуза и Ликодия-Эубея в провинции Катания. В состав коммуны входит единственная одноимённая фракция.
Монтероссо-Альмо расположен в Иблейских горах на склонах горы Лауро и в долине горного потока Америлло. Это одна из трёх высокогорных коммун в провинции. Средняя высота над уровнем моря составляет 691 метр. Она занимает первое место по площади среди коммун на севере провинции и второе — среди её наименее населённых коммун.
Климат умеренно-теплый по классификации Кёппена-Гейгера. Сильные дожди наблюдаются здесь осенью-зимой (пик в октябре), небольшие весной-летом (пик в июле). Ежегодно выпадает 494 миллиметров осадков. Средняя годовая температура составляет 14,2 °C. Коммуна находится в сейсмически-опасной зоне.
Территория Монтероссо-Альмо, за редким исключением, имеет скудное орошение. На востоке коммуны небольшую территорию занимает часть водохранилища Лаго-Дирилло. На юге коммуны протекает горный поток, образуя Мельничную долину, названную так потому, что ранее здесь находились водяные мельницы. Эта часть Монтероссо-Альмо покрыта лесом из сосен, платанов и берёз. Правительства провинции и региона следят за сохранностью участка, проводят восстановительные работы. Здесь находится лесной парк Калафорно, получивший название от пещер, расположенных в нижней части горного потока.

## Этимология названия
Во времена норманнского правления на Сицилии существовавшее здесь поселение называлось Монте-Яальмо. В период арагонского правление оно было переименовано в Казале-ди-Люпино. Название Монтероссо поселение получило от владевших им в средние века феодалов по фамилии Россо; Монтероссо — «Гора Россо». На сицилийском языке — Монтиру́ссу. Так поселение называлось до 1863 года, когда к названию Монтероссо добавили Альмо — «Превосходный», имея в виду прекрасную панораму, которая открывается с этого места.

## История
Статус коммуны присвоен с 18 марта 1861 года.

С 1168 года баронство Монтероссо.